# Пятигорский (посёлок)
Пятиго́рский — посёлок в Предгорном районе (муниципальном округе) Ставропольского края России.
До 16 марта 2020 года являлся административным центром сельского поселения Пятигорский сельсовет.

## География
Расстояние до краевого центра: 156 км.
Расстояние до районного центра: 37 км.

## История
В конце 1920 годов прибыла кавалерийская конница Котовского из Могилёвской области и расположилась на территории будущего посёлка. По решению краевых партийных и советских органов на базе Летних военных лагерей был организован новый мясомолочный совхоз под № 25, который должен был обеспечить своей продукцией близлежащие города — курорты.
10 февраля 1933 года Президиум ВЦИК перечислил земельный участок молочно-овощного совхоза № 25 из Георгиевского района в состав сельской местности города Пятигорска.
С 1972 года поселение стало называться посёлок Пятигорский

## Население
| 1989 | 2002  | 2010  | 2014  | 2021  |
| ---- | ----- | ----- | ----- | ----- |
| 4415 | ↗4909 | ↗4916 | ↘4900 | ↗5072 |

По данным переписи 2002 года, в национальной структуре населения преобладают русские (84 %).

## Инфраструктура
- Дом Культуры[10]
- Районная детская библиотека — филиал № 19 — ул. 40 лет Октября,10.
- Пятигорская участковая больница — ул. Красноармейская,25.
- Аптека — ул. Пятигорская 7"А"

## Образование
- Детский сад № 25 комбинированного вида[11]
- Детский сад № 47 комбинированного вида[12]
- Средняя общеобразовательная школа № 14[13]

## Транспорт
- Маршрутное такси № 117: Пятигорск (Верхний рынок) — Пятигорский

## Связь
Фиксированная связь и ADSL
Ставропольский филиал Ростелекома.
Сотовая связь 2G/3G/4G
МегаФон, Билайн, МТС.

## Русская православная церковь
- Храм Серафима Саровского[14]. Строительство храма началось в 2006 году, а в январе 2011 года было установлено 6 куполов[15]
- Часовня в честь Александра Невского. Освящена 1 августа 2012 года

## Кладбище
В районе улицы Урожайной расположено общественное открытое кладбище площадью 4 тыс. м².

## Общественные организации
- В 2010 году в посёлке Пятигорском организовано Пятигорское станичное казачье общество Терского казачьего войска.

## Люди, связанные с посёлком
- Голосов, Алексей Федотович (1926) — участник Великой Отечественной войны 1941—1945 годов, кавалер ордена Славы II и III степени[17]

## Памятники
- Памятник В. И. Ленину. 1965 год[18]

## Памятники археологии
Согласно Постановлению главы администрации Ставропольского края
| Название                                 | Временной период       | Место положение                                                                           |
| ---------------------------------------- | ---------------------- | ----------------------------------------------------------------------------------------- |
| 955. Поселение «Посёлок Пятигорский — 1» | I тыс. н. э.           | Посёлок Пятигорский, восточная окраина, левый берег реки Этока                            |
| 956. Поселение «Посёлок Пятигорский — 2» | нач. I тыс. до н. э.   | Посёлок Пятигорский, левый берег р. Этока, на мысе при слиянии с ручьем балки Родниковой. |
| 957. Курган «Садовый — 1»                | III — II тыс. до н. э. | 6 км севернее пос. Пятигорский, на возвышенности.                                         |